# 虹彩銀光魚
虹彩銀光鱼（学名：Argyripnus iridescens）为輻鰭魚綱巨口魚目褶胸鱼科銀光魚屬的其中一種。分布於西南太平洋區的澳洲及紐西蘭海域，體長可達14公分。

## 扩展阅读
維基物種上的相關：虹彩銀光魚